# Замок Ешкітон
Замок Ешкітон (англ. Ashkeaton Castle, Askeaton Castle, Askettin Castle, ірл. Caisleán an Eas Géitine) — замок Еас Гейтіне, замок Водоспаду Гейтіне, запмок Аскетон, Аскеттін, Ашкітон замок Десмонда, замок Гефтін — один із замків Ірландії, розташований в графстві Лімерік, біля дороги № 69, між містами Лімерік та Трілі, на березі річки Діл, в 3 км від річки Шеннон, в одноіменному селища Аскетон. Біля замку є давні францисканський монастир, побудований в 1389 році.

## Історія замку Ешкітон

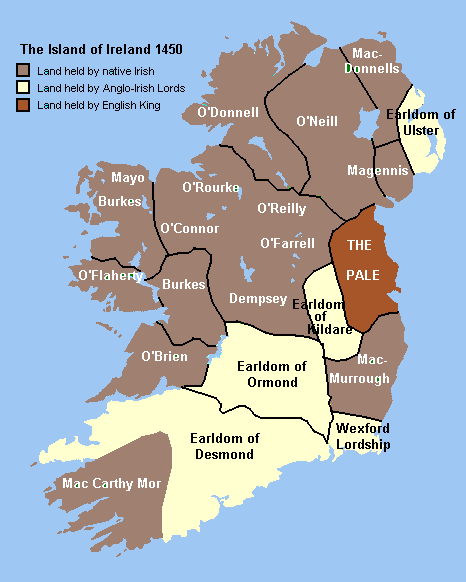
Володіння графів Десмонд в Ірландії в 1450 році.

Замок Ешкітон стоїть на скелястому острові річки Діл. Замок був побудований в 1199 році англо-норманськими феодалами після завоювання частини Ірландії. Після побудови замком володів Гамо де Валоігнес — головний суддя Ірландії в 1197—1199 роках. У «Літописі Інісфален» сказано, що феодал Вільям де Бурго отримав замок та маєтки, що до того належали королю королівства Томонд — Доналу Мору (Доналу Великому).
У 1348 році Моріс ФітцДжеральд — І граф Десмонд купив за 40 шилінгів баронство Лістіті. Будівля, що дійшла до нашого часу датується саме тим роком. Графи Десмонд володіли замками та землями в Манстері і були вагомою силою в цій частині Ірландії. З часом вони стали «більшими ірландцями, аніж самі ірландці» і вели постійну боротьбу за свободу і незалежність Ірландії. Графи Десмонд хоч і були валійсько-норманського походження, але розмовляли ірландською мовою, дотримувались ірландських звичаїв, жили по ірландським законам Брегона, одягались в ірландський одяг, слухали ірландську музику та ірландських поетів. Графи Десмонд ворогували з кланом Мак Карті, що володів землями в графствах Корк та Керрі і вважали себе окремим королівством. Також графи Десмонд ворогували з англо-норманськими феодалами з роду Батлер — з графами Ормонд.
Найдавніша письмова згадка про замок Ешкітон знаходиться в літописі «Лебар нан-Керт», що перекладається як «Книга Прав». Літопис був складений в XV столітті, в якому замок Гефтін згадується як володіння короля Кашелю.
Графи Десмонд володіли замком Ешкітон більше 200 років. Це був оплот їхньої влади в землях Манстеру. Джеральд ФітцДжеральд — XV граф Десмонд мав своєю твердинею замок Ешкітон в 1559 році. Англія бачила в ньому загрозу для своїх володінь в Ірландії. Англія вела війну проти непокірних ірландських лордів та графів. Джеральд став відомий як «Граф Повстанець». Він став популярним в Ірландії, коли злочини англійської влади стали нестерпними. Але військо графа Десмонда було розбите і союзники покинули його. 11 листопада 1583 року загинув Моріарті з Кастлдрум у Глененгенті, що в 5 милях від Тралі в землях Бохар та Ярлах.
Англійський офіцер сер Ніколас Малбі безуспішно пробував штурмувати замок Ешкітон в 1579 році. Тоді замок захищав Патрік Персел з війська ірландської католицької конфедерації. Англійська влада розглядала замок Ашкетон як загрозу своїм володінням. Після падіння замку Каррігфойл англійське військо знову почали штурм замку Ешкітон у 1580 році. Коли захисники замку зрозуміли, що справа захисту замку безнадійна, вони підірвали замок разом з собою, використавши запаси пороху. Кінець влади графів Десмонд в замку Ешкітон і в цій частині Ірландії взагалі поклав лорд-юстиціарій Ірландії Вільям Пелгам (1528—1587).
Після цього замок частково відбудували і ним володіли люди з роду Персел. Замок знову був зруйнований під час придушення повстання за незалежність Ірландії 1640—1652 років. Замок штурмував загін армії Олівера Кромвеля Даніел Акстелл в 1652 році. Він взяв замок штурмом і повісив захисників, які вижили, включно з командиром гарнізону — Патріком Перселом. Даніел Акстелл брав участь в суді над королем Англії Карлом І і був одним із тих, хто виніс йому смертний вирок. Після реставрації монархії в 1660 році він був схоплений і повішений. Потім замком Ешкітон володів англійський офіцер капітан Едвард Берклі.